# Akční nabídka
Akční nabídka je zpravidla časově omezená mimořádná maloobchodní nabídka prodeje, pronájmu nebo jiné formy obchodního vztahu. Benefitem akční nabídky je většinou nižší cena, rozšířený servis, delší záruka či jiné výhody, které mají zajistit podporu prodeje. Běžná řádná obchodní nabídka bývá zprostředkována například v prodejním katalogu nebo v ceníku, naproti tomu bývá akční nabídka publikována prostřednictvím reklamy nebo akčního letáku..